# International Cactaceae Systematics Group
International Cactaceae Systematics Group (ICSG) är en arbetsgrupp som har bildats för att på ett internationellt sätt klassificera alla arter inom familjen kaktusar. 
| ”                                | to explore the possibility of reaching a consensus on the generic classification of the family | „ |
| – David Hunt & Nigel Taylor 1986 |                                                                                                |   |

Det har ansetts vara av stor vikt att få till en internationell standard gällande taxonomin och nomenklatur av kaktusar, men även diskutera ekonomiska intressen och bevarandet av kaktusar. Bland de första mötena hölls i Royal Botanic Gardens, Kew 1984.